# Chen Pinsan
Chen Pinsan ou Chen Xin (chinois simplifié : 陳鑫, pinyin : Chén Xīn ; 1849-1929) est un maître de tai-chi-chuan de la 16e génération de la famille Chen. Il est l'auteur du premier ouvrage consacré au style Chen, le Livre illustré du Taiji quan style Chen (Chen Shi Taiji quan Tushuo), aujourd'hui considéré comme un ouvrage de référence.

## Biographie
Chen Pinsan est né dans le village de Chenjiagou et commence à apprendre le tai-chi-chuan avec son père, Chen Zhongsheng (1809-1871). Il étudie plus tard la littérature.
Il consacre douze ans de son existence à rédiger les quatre volumes du Chen Shi Taiji Quan Tushuo (陳氏太極拳圖說), qui rassemblent d'une manière exhaustive la théorie du tai-chi-chuan style Chen et insistent en particulier sur la notion d'énergie spirale (chansi jing). L'ouvrage est publié pour la première fois en 1933 à Kaifeng. Ce livre, considéré comme une bible des arts martiaux, décrit en particulier les différents mouvements pratiqués au sein de la petite forme (xiao jia). Il fournit également des informations sur la famille Chen, qui comprend de nombreux maîtres tels que Chen Wangting. Pour expliquer ses intentions, Chen Pinsan, qui était sans enfant, écrit dans son introduction :
« Je suis effrayé par le temps qui passe et impatient d'attendre quelqu'un. Je suis également apeuré que mon art martial se divise en écoles et branches différentes et que la vraie connaissance soit désormais perdue. Pour cette raison, durant mes loisirs, j'ai  tenté d'expliquer et clarifier les secrets de cet art en le décrivant dans le plus grand détail ».
Outre le Chen Shi Taiji quan Tushuo, Chen Pisan serait aussi l'auteur d'autres livres comme Chen Shi Jia Sheng (chronique de la famille) et San Liu Quan Pu (Manuel de boxe). Ce dernier ouvrage fut perdu pendant la guerre.

## Arbre généalogique
```
Chen Wangting
[
6
]

1600–1680 
9
e
 
génération
 Chen Style Chen
   |
  Chen Youben
1771–1853 
14
e
 
génération
 Chen   
   |
  Chen ZhongSheng
1809–1871 
   |
  Chen Pinsan
1849–1929 
16
e
 
génération
```